# Финансова пирамида
Финансовата пирамида представлява модел за печелене на пари, при който приемането на нови членове носи приходи на старите членове. Обикновено не се произвеждат никакви продукти или услуги.

## Пирамидална организация
Повечето модели, като се започне от природата (едно стадо има пирамидална структура: водач, лидери, членове, основа) и се завърши с последните бизнес модели (онлайн търговия), имат пирамидална структура.
Каква е разликата между финансовата (без създаване на ценности) и бизнес (чрез създаване на ценности) пирамида?
1. в нормалните държави финансовите пирамиди са забранени;
2. в общия случай парите, които давате, трябва да отговарят на стойността на това, което получавате;
3. ако пари се получават като отстъпка от цената на реализирани продукти (каквито и да са), както е при класическата търговия например, вероятно това е легален бизнес модел.

## Матрична организация
Финансовите пирамиди съществуват от над столетие. Матриците също функционират по подобен измамнически, неустойчив модел. Тук участниците плащат, за да бъдат записани в списък на кандидати за определен продукт, като само част от тях могат да го получат.
Има и други търговски модели, които използват техниките на кръстосана продажба, като мрежов маркетинг или „party planning“. Те са законни и устойчиви, но при много от тях се извършва значителна сива дейност. Всяка продажба носи определени доходи, които частично отиват за възнаграждение на непосредствения продавач, а остатъкът се разпределя пропорционално за ръководителите му до върха на организацията.
Финансовите пирамиди обещават на жертвите много по-големи приходи, отколкото е тяхната инвестиция. Това трябва да стане за кратък период от време. Те нямат реална обосновка на това, как точно ще се получи това възнаграждение.
Нито една финансова пирамида няма продукт. Те не са признати от държавата, в която действат, не издават нужните фактури и бележки, и това е един много категоричен признак за финансова пирамида. Обикновено собствениците се крият от публиката и от членовете зад офшорни фирми.

## Историческа справка
Американският финансист Бърнард Мейдоф е смятан за създателя на най-голямата финансова пирамида в света.